# 신진당
신진당(일본어: 新進党, 영어: New Frontier Party, NFP)은 1994년부터 1997년까지 존재한 일본의 정당이다.

## 역사

### 결성

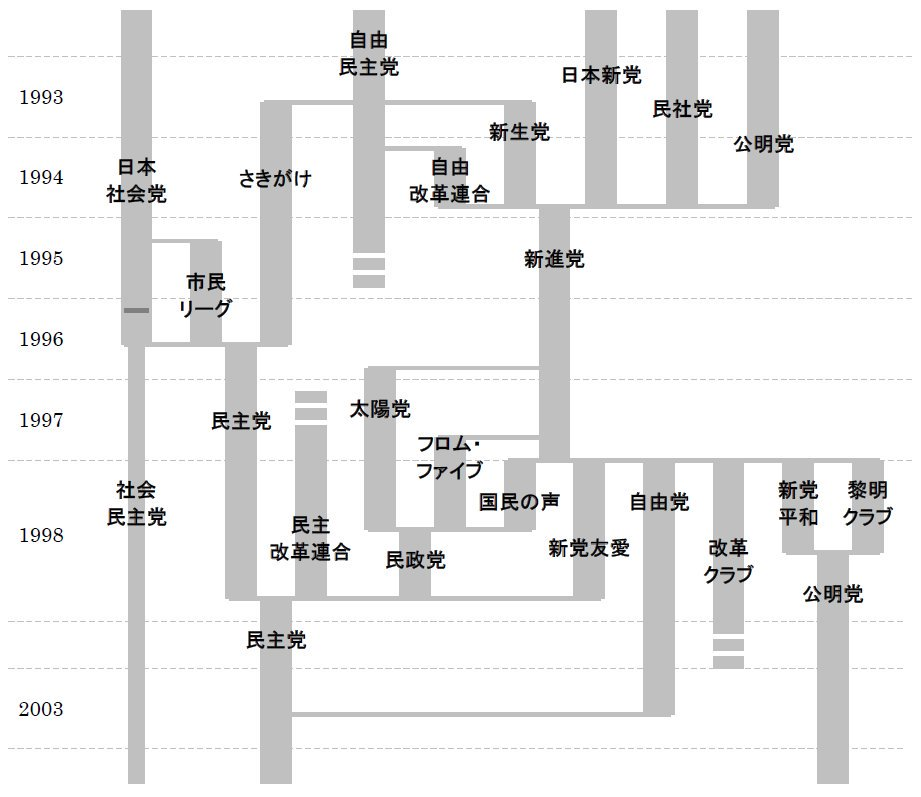
1990년대 일본 정당의 이합집산 도표.

1994년 6월 자유민주당, 일본사회당, 신당 사키가케의 공립 내각인 무라야마 도미이치 내각의 출범으로 물러난 비자민·비공산 연립정권 세력은 차기 총선에서 실시될 소선거구제에 직면했다. 소선거구에서 자민당에 해당하기 위해서는 각 야당이 합류하여 선거구에서 후보자를 1명으로 좁혀야하며 신당을 결성하자는 마음으로 신생당과 공명당 일부, 일본신당, 자유개혁연합 등이 결집해 같은 해 12월 10일 신진당이 창당되었다.
당 결성 때 오자와 이치로 당시 신당준비위원회 위원장은 당명을 "보수당"으로 칭하자고 하였지만 주변의 반발로 무산되었다. 초대 당수 선거에는 전 자유개혁연합 대표 가이후 도시키 전 총리, 전 신생당 당수 하타 쓰토무 전 총리, 전 민사당 위원장 요네자와 다카시가 맞붙어 가이후 도시키가 당선되었다.
결성 당시 소속 국회의원은 214명(중의원 176명, 참의원 38명)으로 창당시 국회의원 수가 200명이 넘는 정당이 창당된 것은 1955년 자민당 창당 이후 39년만이었다.
공식 영어 명칭으로 "New Progressive Party (신진보당)"이라고 칭하자는 말이 나왔으나 "New Frontier Party (신개척지당)"으로 결정되었고 약칭은 "신진, NFP"로 결정되었다.
1995년 7월 23일 제17회 일본 참의원 의원 통상선거에서 19석에서 40석을 획득했고 비례구표에서는 자민당을 압도하는 악진을 보였다.

### 지속적인 당내 갈등
1995년 12월 가이후 도시키의 임기가 끝남에 따라 열린 제2회 당수 선거에서 하타 쓰토무와 오자와 이치로가 맞붙어 오자와 이치로가 당선되었다.
1994년 12월 초대 당수 선거에서 탈락한 하타 쓰토무 지지파들은 이후 당 운영을 둘러싸고 오자와 이치로의 대립을 심화시켜 탈당하게 된다.
1996년 10월 20일 제41회 일본 중의원 의원 총선거에서 정권 교체를 목표로 제1야당으로서는 38년만에 중의원 의석 정수의 과반 이상의 후보를 옹립했다. 소비세 비율을 20세기동안 지연시킬 생각이었으나 소비세 감세 및 그에 따른 경제 활성화에 의한 재정 재건을 공약으로 내세웠음에도 해산되기 전 의석은 과반에 닿지 않았다.

### 해산
총선거 이후 하타 쓰토무, 호소카와 모리히로의 탈당과 자민당의 분리 공작으로 구심력을 잃고 있었다. 당 집행부는 자민당과의 대연정 구상을 모색하고 자민당 내에서의 몇몇 당원들과의 관계 개선을 도모했다. 그러나 이에 대해 반대론이 생기게 되고 오자와 이치로의 구심력을 더 잃게하는 결과를 가져오게 되었다.
1997년 11월 이전 공명당 참의원, 지방 의원들이 신진당에 합류할라 했으나 취소하고 이듬 해 7월 12일에 열릴 제18회 일본 참의원 의원 통상선거에 임하기로 결정했다.
같은 해 12월 오자와 이치로의 당수 임기 끝으로 열린 3대 당수 선거에서는 오자와 이치로와 카노 미치히로 전 농림수산대신이 맞붙어 오자와 이치로가 재선하였다. 오자와 이치로는 서로 다른 길을 걷기로 결심하고 같은 달 27일 양원 의원 총회의를 열고 신진당의 해산과 신당 결성을 선언했다. 이에 따라 신진당은 6당으로 분리되었다.
분열된 6당
- 자유당 - 오자와 그룹
- 국민의 목소리 - 반 오자와 그룹
- 개혁클럽 - 젋은 의원 그룹
- 신당평화 - 전 공명당 중의원 그룹
- 여명클럽 - 전 공명당 참의원 그룹
- 신당우애 - 전 민사당 그룹

## 연표
- 1994년
  - 11월 24일 - 당명을 신진당으로 결정.
  - 12월 10일 - 창당 대회.
- 1995년
  - 2월 5일 아오모리현지사 선거에서 신진당이 추천한 키무라 모리오가 당선.
  - 4월 9일 - 제13회 통일지방선거에서 중점적으로 지원한 후보들이 당선.
  - 니카니시 게이스케가 덴쓰 직원의 장남이 대마단속법 위반으로 체포되어 의원 사직.
  - 7월 23일 - 제17회 일본 참의원 의원 통상선거에서 40석을 획득했다. 비례구표는 자민당을 넘어섬.
  - 12월 28일 - 제2대 당수 오자와 이치로 취임.
- 1996년
  - 10월 20일 - 제41회 일본 중의원 의원 총선거에서 정권 교체를 목표로 의석의 과반수 이상의 후보를 옹립함. 그러나 해산 전 의석은 156석에 그침.
  - 12월 26일 - 하타 쓰토무 등이 탈당, 태양당 창당.
- 1997년
  - 1월 29일 - 오렌지 공제 조합 사건으로 토모베 타즈오가 체포된다. 2001년 최고재판소의 판결이 확정될 때까지 의원직에 머무름.
  - 2월 15일 - 공명당의 후지이 토미오 대표가 신진당 합류 연기를 표명.
  - 6월 18일 - 호소카와 모리히로가 탈당하여 프롬 파이브를 창당.
  - 7월 6일 - 도쿄도의회 의원 선거에서 11명의 후보들이 전원 낙선.
  - 10월 26일 - 미야기현지사 선거에서 자민당·공명당이 추천한 이치가와 이치로가 현직 현지사인 아시노 시로에게 낙선.
  - 11월 28일 - 공명당이 내년 참의원 선거 비례대표를 독자적으로 싸우는 방침으로 결정.
  - 12월 18일 - 오자와 이치로가 당수에 재선.
  - 12월 27일 - 당 양원 의원 총회의에서 해산을 결정.
  - 12월 31일 - 정당조성법에 의거하여 분당 절차를 밣음. 해산.

## 직책

### 역대 당수
| 대   | 이름 (출생~사망)          | 이름 (출생~사망) | 소속   | 취임일           | 퇴임일           |
| ---- | ------------------------- | ---------------- | ------ | ---------------- | ---------------- |
| 초대 | 가이후 도시키 (1931~2022) |                  | 중의원 | 1994년 12월 8일  | 1995년 12월 28일 |
| 2대  | 오자와 이치로 (1942~)     |                  | 중의원 | 1995년 12월 28일 | 1997년 12월 18일 |
| 3대  | 오자와 이치로 (1942~)     | 1997년 12월 18일 | 중의원 | 1997년 12월 31일 |                  |

### 역대 집행부
| 신진당 상임 간사회 (1994 ~ 1996) | 신진당 상임 간사회 (1994 ~ 1996)        | 신진당 상임 간사회 (1994 ~ 1996) | 신진당 상임 간사회 (1994 ~ 1996) | 신진당 상임 간사회 (1994 ~ 1996) | 신진당 상임 간사회 (1994 ~ 1996) | 신진당 상임 간사회 (1994 ~ 1996) |
| 당수                             | 부당수                                  | 사무총장                         | 정책검토위원장                   | 공무원장                         | 국회운영위원장                   | 참의원 대표                      |
| -------------------------------- | --------------------------------------- | -------------------------------- | -------------------------------- | -------------------------------- | -------------------------------- | -------------------------------- |
| 가이후 도시키                    | 하타 쓰토무 아시다 고시 요네자와 다카시 | 오자와 이치로                    | 나가노 칸세이                    | 이치가와 유이                    | 칸자키 다케노리                  | 쿠로나야기 아키라                |
| 가이후 도시키                    | 하타 쓰토무 아시다 고시 요네자와 다카시 | 오자와 이치로                    | 나가노 칸세이                    | 이치가와 유이                    | 칸자키 다케노리                  | 요시다 유키히사                  |
| 가이후 도시키                    | 하타 쓰토무 아시다 고시 요네자와 다카시 | 오자와 이치로                    | 나가노 칸세이                    | 와타나베 고조                    | 와타나베 고조                    |                                  |
| 오자와 이치로                    | -                                       | 요네자와 다카시                  | 아이치 가즈오                    | 와타나베 고조                    | 니시오카 다케오                  |                                  |
| 신진당 이사회 (1996 ~ 1997)      |                                         |                                  |                                  |                                  |                                  |                                  |
| 오자와 이치로                    | -                                       | 요네자와 다카시                  | 와타나베 고조                    | 아이치 가즈오                    | 니시오카 다케오                  | 요시다 유키히사                  |
| 오자와 이치로                    | 요네자와 다카시 와타나베 고조           | 니시오카 다케오                  | 칸자키 다케노리                  | 노다 다케시                      | 나가노 칸세이                    | 하야시 히로코                    |
| 오자와 이치로                    | -                                       | 니시오카 다케오                  | 칸자키 다케노리                  | 노다 다케시                      | 나가노 칸세이                    | 하야시 히로코                    |

## 역대 선거 결과

### 중의원
| 선거        | 의석      | 득표율 | 대표          |
| ----------- | --------- | ------ | ------------- |
| 1996년 선거 | 156 / 500 | 31.20% | 오자와 이치로 |

### 참의원
| 선거        | 의석     | 득표율 | 대표          |
| ----------- | -------- | ------ | ------------- |
| 1995년 선거 | 40 / 252 | 22.62% | 가이후 도시키 |

## 같이 보기
- 민주당 (일본, 1998년)
- 자유민주주의
- 자유주의
- 일본의 정치